# Процессуальная археология
«Процессуальная археология» или «Новая археология» (англ. Processual archaeology, New archaeology) — направление в археологии, возникшее во второй половине XX века, которое в противовес культурной археологии фокусируется на процессе трансформации культур прошлого, пытаясь помимо простого сбора археологической информации интерпретировать её таким образом, чтобы иметь возможность ответить на вопрос, почему те или иные изменения в человеческих культурах происходят с течением времени. В основе процессуальной археологии заложено предположение характерное для философии позитивизма о том, что подобные знания можно получить исключительно на основе научного метода.

## История возникновения
В шестидесятые годы XX века в научной среде возникло понимание того, что помимо сбора артефактов и их классификации, характерной для культурно-исторической археологии, археология, если она является наукой, а не просто практическим занятием, должна пытаться ответить на вопрос, почему происходили те или иные передвижения археологических культур и их трансформации друг в друга. Подобный подход к археологии в шестидесятые годы получил название «новая археология», а по мере того, как данные представления устоялись в научном мире, «процессуальная археология».
Основными идеологами процессуальной археологии стали американские археологи Льюис Бинфорд, Салли Бинфорд и английские археологи Дэвид Кларк и Колин Ренфрю. В их работах содержалась критика зачастую ошибочных интуитивных выводов культурных археологов и указания на то, что археология должна опираться на дедуктивный способ мышления, а не на индуктивный, и опираться сугубо на научный метод. Процессуальные идеи получили большую популярность в шестидесятые годы и инициировали масштабную теоретическую дискуссию в археологической среде о том, какой должна быть археологическая теория.

## Основные положения
С точки зрения процессуального подхода главной задачей археолога должны быть поиски ответов на вопросы о динамике развития культур прошлого. Для достижения этой цели необходимо получить наибольшее количество данных при археологических раскопках с использованием корректных научных подходов и их последующий дедуктивный анализ. В частности, в связи с тем, что при проведении археологических раскопок обычно вскрывается лишь небольшой процент городища или стоянки, необходимо использовать статистически грамотную систему сбора информации из разных мест, которая позволила бы уверенно что-либо утверждать про городище в целом. В основе процессуального подхода в основном лежали работы Карла Густава Гемпеля, представителя философии позитивизма, при этом делалось предположение, что сумма данных, накопленных на городище с использованием последних достижений естественных наук, будет достаточна для однозначного доказательного и всеобъемлющего рассуждения о культурологических процессах, проходивших в изучаемом древнем обществе, оставившем после себя данное городище.
Наиболее трудной задачей при ответе на вопрос о причинах культурных изменений в древнем обществе для археолога является поиск устойчивых связей между статической картиной ископаемого городища и динамической картиной прошлой культуры. Одним из эффективных решений этой задачи в процессуальной археологии было использование этноархеологии — наблюдение за различными современными народами, ведущими, например, общинно-племенной образ жизни и соотнесение выявленных таким образом практик с археологической картинкой.

## Критика
Хотя процессуальная археология всё ещё широко распространена, особенно в США, с течением времени был отмечен ряд недостатков процессуального подхода. В частности по мнению критиков исключительная опора на научный метод и позитивистскую философию, которая заложена в иделогии процессуальной археологии, на практике процессуальных археологических исследований приводят к механизации культуры, к полному или почти полному игнорированию тех аспектов культуры, какие плохо укладываются в процессуальную схему. Так, например, понятия символ и религия выпадают за пределы процессуального анализа.

## Значение
Основным достижением процессуальной археологии является корректная постановка вопроса о месте археологии среди других наук и указание на недостаточность теоретической базы. Словами Дэвида Кларка археология, таким образом «вышла из пелёнок». 
Методы анализа, выработанные процессуальными археологами, включая этноархеологию, статистические методы, были безоговорочно приняты на вооружение археологами сторонниками всех теоретических концепций.